# August Emanuel Påhlman
August Emanuel Påhlman, född 8 november 1880 i Linköping, död 16 september 1947 i Helga Trefaldighets församling, Uppsala, var en svensk ingenjör. Han var far till Gunnar Påhlman.

## Biografi
Efter mogenhetsexamen 1899 i Linköping utexaminerades Påhlman 1904 från Kungliga Tekniska högskolan i Stockholm. Han var extra ingenjör vid Stockholms stadsingenjörskontor 1904–1908, stadsplaneingenjör vid Stockholms lantegendomsnämnd 1908–1913 och stadsingenjör i Stockholm 1914–1932. Han var vid sin död bosatt i Gottsunda.
Påhlman utgav Stockholms stad med omnejd: plankarta i 12 blad, skala 1:8000, upprättad åren 1917–1924 av H. Hellberg & A.E. Påhlman (1921–1927) och Karta över de centrala delarna av Stockholms stad, reviderad av Stockholms stadsingeniörskontor genom A.E. Påhlman & Nils Hanzon 1930 (1930) samt författade Städernas fastighetsbildning och mätningsväsen (1919) och Stockholms tunnelbanor och aktuella trafikproblem (1946). På det skönlitterära området skrev han Sommar vid Sången. Bergslagsskildringar (1941) och Med apan på mitt positiv: ord och visor (1942).
Han var riddare av Nordstjärneorden och riddare av Vasaorden. August Emanuel Påhlman är begravd på Bromma kyrkogård.